# Кубовский сплавучасток
Ку́бовский сплавуча́сток — посёлок в составе Кубовского сельского поселения Пудожского района Республики Карелия.

## Общие сведения
Расположен на берегу реки Водла, в устье реки Колода. Связан с деревней Кубово летом пассажирской паромной переправой, зимой - ледовой переправой, с деревней Кубовская - подвесным мостом.

## Население
| 2002 | 2009 | 2010 | 2013 |
| ---- | ---- | ---- | ---- |
| 123  | ↘103 | ↘74  | ↘67  |